# مسابقات جهانی ژیمناستیک ریتمیک ۱۹۹۵

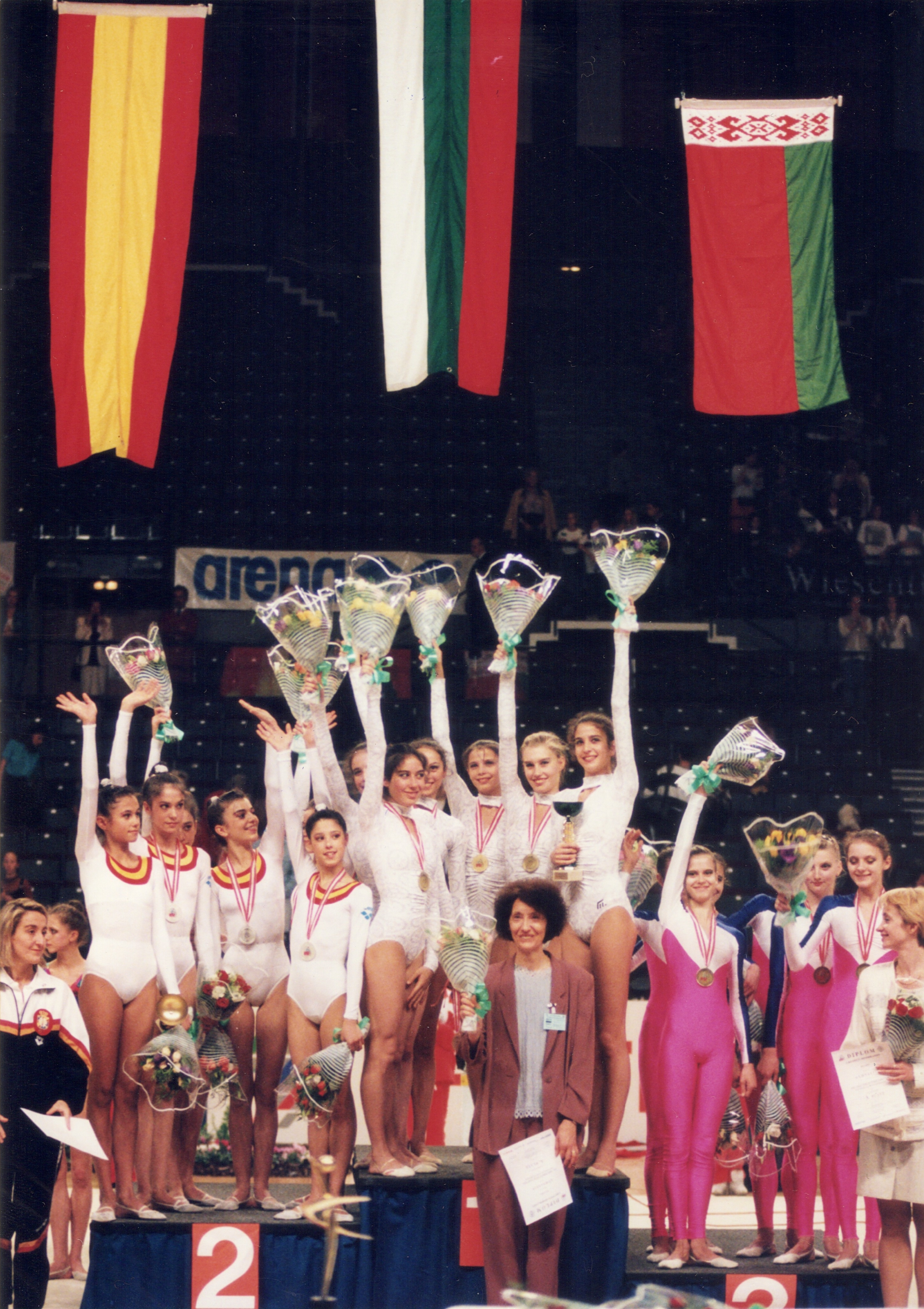
جشن قهرمانی تیم بلغارستان در پایان این رقابت ها

مسابقات جهانی ژیمناستیک ریتمیک ۱۹۹۵ نوزدهمین دوره مسابقات جهانی ژیمناستیک ریتمیک است که در وین، اتریش از ۲۰ تا ۲۴ سپتامبر ۱۹۹۵ میلادی برگزار شده است.

## جدول مدال‌ها
| رتبه | کشور      | طلا | نقره | برنز | مجموع |
| ۱    | بلغارستان | ۴   | ۳    | ۰    | ۷     |
| ۲    | روسیه     | ۴   | ۱    | ۲    | ۷     |
| ۳    | اوکراین   | ۳   | ۲    | ۳    | ۸     |
| ۴    | اسپانیا   | ۱   | ۲    | ۰    | ۳     |
| ۵    | بلاروس    | ۱   | ۱    | ۳    | ۵     |